# Sequehart
Sequehart é uma comuna francesa na região administrativa de Altos da França, no departamento de Aisne. Estende-se por uma área de 6,38 km². Em 2010 a comuna tinha 220 habitantes (densidade: 34,5 hab./km²).